# Antonio Lorusso
Antonio Lorusso (Bari, 8 gennaio 1940) è un politico e imprenditore italiano.

## Biografia
Già senatore della XII Legislatura e deputato della XIII e XIV Legislatura, alle elezioni politiche del 2006 viene eletto senatore della XV legislatura della Repubblica Italiana nella circoscrizione Puglia per Forza Italia.